# Latrodectus obscurior
Latrodectus obscurior là một loài nhện trong họ Theridiidae.